# Charis flavicincta
Charis flavicincta är en fjärilsart som beskrevs av Althy 1932. Charis flavicincta ingår i släktet Charis och familjen Riodinidae. Inga underarter finns listade i Catalogue of Life.